# Chitra chitra
Espèce
Statut de conservation UICN

 CR A1cd, B1+2c : 
En danger critique
Statut CITES
Chitra chitra est une espèce de tortues de la famille des Trionychidae.

## Répartition
Cette espèce se rencontre en Malaisie péninsulaire, en Indonésie sur les îles de Java et de Sumatra et en Thaïlande.

## Liste des sous-espèces
Selon TFTSG (30 juin 2011) :
- Chitra chitra chitra Nutphand, 1986
- Chitra chitra javanensis McCord & Pritchard, 2003

## Publications originales
- Nutphand, 1986 : Manlai, the world’s largest soft-shelled turtle. Thai Zoological Magazine, vol. 1, no 4, p. 64–70 (texte intégral).
- McCord & Pritchard, 2003 "2002" : A review of the softshell turtles of the genus Chitra, with the description of new taxa from Myanmar and Indonesia (Java). Hamadryad, vol. 27, no 1, p. 11–56 (texte intégral).